# 企鵝咖啡館樂團

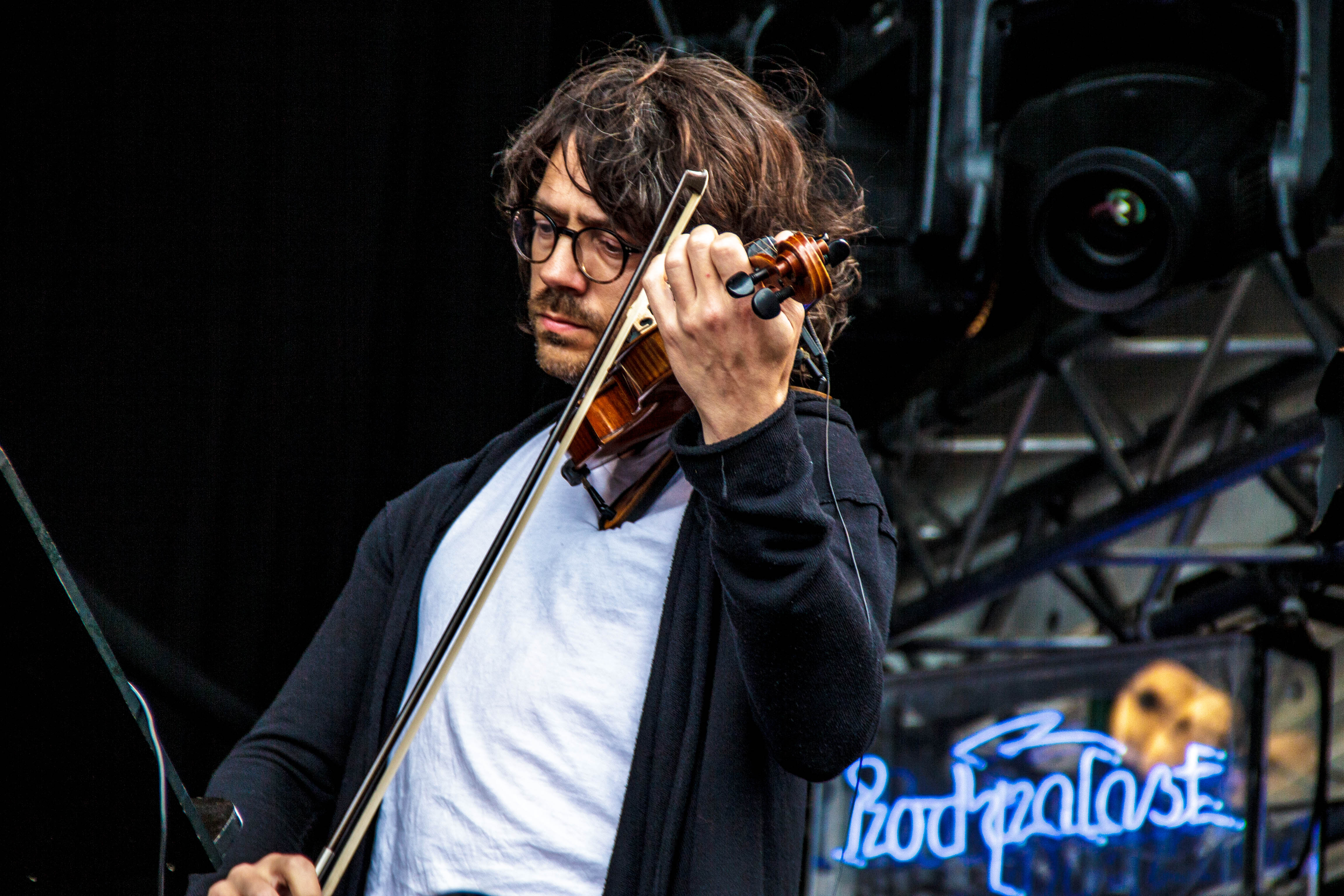
企鵝咖啡館樂團，攝於2017年的Haldern Pop Festival

企鵝咖啡館樂團是出身古典音樂的樂手與作曲者Simon Jeffes(英國, 1949年-1997年)為首所組成的一個樂團。只有Jeffers和共同組團的大提琴手Helen Liebmann是核心成員，其它合作的樂手則依據每一次不同的主題與樂風而更換。他們的音樂十分多元，不容易用一個特定的樂風將其歸類；但大概說來，是類似充滿活力的鄉村音樂再搭配上簡約音樂家Philip Glass的感覺。1997年Jeffes死於腦瘤。企鵝咖啡館樂團二十四年的表演生涯宣告結束。

## 歷史
在Jeffes對於古典音樂的嚴格規範以及搖滾音樂的侷限產生疑惑後，他傾心於民族音樂裡頭包涵的自由，並且決定讓自己的作品有著同樣的精神在裡頭。

Jeffes說到團體成立的原因：
|  | 我當時正在海灘作日光浴，突然有首詩湧上心頭。它是這麼開始的‘我是企鵝咖啡館的主人，和客人隨意地談天’而詩繼續提及生命當中的驚奇、出乎意料、不由自主、不可自拔都是十分珍貴的。如果你強迫自己要過著有紀律的生活，其實便是扼殺了最重要的東西。然而你的這些潛意識能夠悠遊於企鵝咖啡館，不只是你，還有每個人。在那裡，每個人都支持彼此，活在當下，並且勇敢面對自身。 |

他們的第一張專輯 企鵝咖啡館之聲於1976年在E.G.唱片發行，收錄了在1974-1976所創作的作品；接著在1981年發行了 企鵝咖啡館樂團。之後，團體的發片間隔漸漸穩定了下來。1977年首次在大型的演唱會上表演，是作為發電廠樂團的暖場團。此後陸續前往世界各地表演，並參與各式各樣的音樂季。

## 著名作品
他們最廣為人知的作品是 "Telephone & Rubber Band"，以一串電話響鈴為基礎的樂曲，並收錄在Nadia Tass'1986年的電影Malcolm原聲帶中。這串響鈴是在Jeffes打電話時所錄的，當時他同時聽到了撥通以及忙線的聲音。他便用電話答錄機將其留了下來。
另一首有名的曲子 "Music for a Found Harmonium" ，Jeffes以一把被丟棄的簧風琴為創作主題。當時，1982年的夏天樂團第一次到日本演出，他在京都的一條巷子發現了這把破損的琴，在修復完成之後，便創作了這首曲子。"當時是在一個朋友的家裡修理它的，那裡真是城市裡頭最美也最邊緣的地帶", Jeffes "在之後的幾個月仍時常去探視這件樂器，還深深地懷想那時撿到這件樂器的心情，我當時真是完全被那時的人事時地物給深深著迷住了。 " 這件作品收錄在1994年的Café del Mar，它輕鬆的旋律、節拍相當適合人們跳踢踏舞，因此被許多愛爾蘭的傳統樂隊像是Patrick Street、,De Dannan、Kevin Burke重新演繹。在2004年的電影拿破崙炸藥與隔一年的撼動生命也採用這首歌作配樂。其實，在1988年就有出現在電影天下父母心的預告片裡頭了，即便聲音有些模糊。

## 三二事
他們的音樂曾被用來廣告 歐洲隧道,英國獨立報,惠普,康寶。
知名度最高的企鵝咖啡館位於威爾斯的阿伯裡斯特威斯迄今營業超過了三十年，同時與樂團有著密切的聯繫：My Friend The Chocolate Cake正是替他們寫的。

## 歷年作品
- Music From The Penguin Cafe（英语：Music From The Penguin Cafe） EEGCD 27 (1976)
- Penguin Cafe Orchestra（英语：Penguin Cafe Orchestra (album)） EEGCD 11 (1981)
- The Penguin Cafe Orchestra Mini Album（英语：The Penguin Cafe Orchestra Mini Album） (1983)
- Broadcasting From Home（英语：Broadcasting From Home） EEGCD 38 (1984)
- Signs Of Life（英语：Signs Of Life） EEGCD 50 (1987)
- When In Rome...（英语：When In Rome...） EEGCD 56 (1988)
- "Still Life" At The Penguin Cafe DECCA 425 218-2 (1990)
- Union Cafe（英语：Union Cafe） ZOPFD 003 (1993)
- Concert Program ZOPFD 002 (1995)

### 原聲帶
- Malcolm (1986)
- Oskar und Leni (1999)
- Napoleon Dynamite Official soundtrack (Music For A Found Harmonium) (2005)

### 合輯
- Preludes, Airs & Yodels (A Penguin Cafe Primer) (1996)
- A Brief History CDV 2954 (2001)
- History LCO 3098 (2001) Virgin Records
- The Second Penguin Cafe Orchestra Sampler (2004)

### 另見
- Piano Music ZOPFD 003 (2003) - Simon Jeffes死後所出版的個人作品

## 外部連結
- Official Site, accessed February 19, 2006 （页面存档备份，存于）
- Selected links on OpenDirectory Dmoz.org, accessed February 19, 2006
- Unofficial Site （页面存档备份，存于）